# Dunkle Pelomeduse
Die Dunkle Pelomeduse (Pelusios subniger) ist eine an Wasser gebundene Art der Halswender-Schildkröten, die zu der Familie der Pelomedusenschildkröten zählt. Sie ist im tropischen Ost- und Südafrika beheimatet. Bestandszahlen dieser Art sind nicht bekannt. Sie wird auch auf keiner der internationalen Artenschutzlisten geführt. Sie kommt aber unter anderem in den afrikanischen Nationalparks und Reservaten Kruger National Park, Mana Pools, Gonarezhou-Nationalpark, Chizarira-Nationalpark, Matusadona und Hwange-Nationalpark vor.

## Erscheinungsbild
Die Dunkle Pelomeduse erreicht eine Carapaxlänge von bis zu 20 Zentimeter. Die Weibchen werden etwas größer als die Männchen. Die Farbe des Rückenpanzers ist braun. Der Bauchpanzer ist überwiegend gelblich mit braunen Flecken entlang den Schildrändern.
Der Kopf ist groß mit einer stumpf auslaufenden Schnauze. Die Kopffarbe ist einheitlich braun und weist nur gelegentlich eine feine Zeichnung auf. Die Haut an Hals und den Extremitäten ist grau oder schwarz.

## Verbreitungsgebiet und Lebensraum
Die Dunkle Pelomeduse hat ein deutlich kleineres Verbreitungsgebiet als die Starrbrust-Pelomeduse, mit deren Verbreitungsgebiet sie sich stellenweise überlappt. Sie kommt im tropischen Ostafrika vor. Zum Verbreitungsgebiet gehört der Norden von Botswana, Namibia, Simbabwe und der Süden von Mosambik. Das Verbreitungsgebiet in der Republik Südafrika begrenzt sich auf den Nordosten des Kruger National Parks.
Der Lebensraum der Dunklen Pelomeduse stellen überwiegend kurzzeitige Wasserlöcher dar. Sie kommt aber auch in Sümpfen vor, die den größten Teil des Jahres Wasser führen sowie anderen Stillgewässern vor. Während der Trockenzeit gräbt sich die Dunkle Pelomeduse im Boden ein.

## Ernährungsweise und Fortpflanzung
Die Dunkle Pelomeduse ist ein Allesfresser. Zu ihrem Nahrungsspektrum gehören Wasserinsekten und Amphibien sowie Wasserpflanzen und reife Früchte.
Über die Fortpflanzung der Dunklen Pelomeduse ist wenig bekannt. Die Paarungszeit fällt nach jetzigen Erkenntnissen in den Sommer. Das Weibchen legt die Gelege im Februar und März. Ein Gelege umfasst acht Eier.

## Belege